# 藤木源吾
藤木 源吾（ふじき げんご、1888年1月5日 - 1957年4月15日）は、理科教育者・教育学者。

## 人物・来歴
福岡県出身。東京高等師範学校数物化学科卒。函館師範学校、長崎師範学校、東京高等師範学校教師・教授、東京教育大学講師、日本大学旧工学部教授を務めた。

## 著書
- 『製作法を主としたる簡易理化器機の実際』同文館, 1920
- 『公開実演に応用される趣味の理化実験』南光社, 1927
- 『理化実験の基礎と応用』同文館, 1934
- 『僕らの理科實驗』 (僕らの科學文庫) 誠文堂新光社, 1941.2
- 『物理学の講義 学習修錬』第33版 大修館書店, 1942
- 『化学の講義 学習修錬』第33版 大修館書店, 1942
- 『科学者伝記と発明発見物語』文晃書院, 1948.9.
- 『實驗觀察一年生理科學習の友』大修館書店, 1948
- 『二年生理科學習の友 實驗觀察』大修館書店, 1949
- 『三年生理科學習の友 實驗觀察』大修館書店, 1949
- 『化学講義実験法』共立出版, 1950
- 『学生の理科実験』岩崎書店, 1952

### 共著・監修
- 『ラヂオの解説』水野国太郎共著. 目黒書店, 1925
- 『中等物理の學習 中等理科を含む』監修, 中等學習研究會 編. 文晃書院, 1947
- 『中等化學の學習 中等理科を含む』監修, 中等學習研究會 編. 文晃書院, 1947
- 『化學物語』武原熊吉共著. 革新社, 1948
- 『理科実験図説』 (図説全集) 宇井芳雄,印東弘玄共著. 岩崎書店, 1952
- 『理科実験技術講座』全4巻 宇井芳雄, 印東弘玄共著. 岩崎書店, 1955